# Museo Arqueológico Municipal de Enguera
El Museo Arqueológico Municipal de Enguera es un museo ubicado en Enguera (Valencia). Tiene su sede en la plaza de la Comunidad Valenciana 1 de dicha población. Está dedicado principalmente a reunir los objetos arqueológicos procedentes de los diversos yacimientos del término municipal, si bien también incluye una pequeña colección pictórica procedente de la familia Garnelo y del fondo «Becarios de Bellas Artes».

## Historia
El origen del museo se halla en la visita realizada a Enguera en 1966 por Domingo Fletcher, director del Servicio de Investigación Prehistórica de la Diputación Provincial, debida al hallazgo de una necrópolis de inhumación durante la ejecución de las obras de ampliación del cementerio municipal. En esta visita se sentaron las bases para la colaboración entra ambas instituciones, fruto de la cual fue la excavación parcial del oppidum ibérico del Cerro de Lucena, entre 1967 y 1972. Algunas piezas procedentes de estas primeras actuaciones se depositaron en la casa consistorial, donde constituyeron el germen del museo actual. Estos objetos fueron reconocidos como colección museográficaen la década de 1990 y se reubicaron en dependencias de la casa de la cultura de Enguera.
Posteriormente se realizó un proyecto en el que se gestiona el reconocimiento como museo de la colección museográfica,objetivo que alcanzó en el año 2000. Paralelamente, tras analizar las instalaciones donde se encontraban las colecciones, se redactó y ejecutó el proyecto de reubicación en un edificio adecuado. La localización elegida fue el antiguo edificio de Correos y Telégrafos.

## Sede
El museo se encuentra el antiguo edificio de Correos y Telégrafos, construido en el año 1929 y que se enmarca en la corriente arquitectónica del eclecticismo. Cuando el servicio de correos se trasladó a un edificio de nueva planta, el antiguo quedó abandonado y sufrió un progresivo deterioro que culminó con un incendio parcial del mismo.
A raíz de estos hechos, se realizó un proyecto de rehabilitación del edificio con la intención específica de que fuera sede del museo arqueológico local. Para ello, y dado el estado de ruina irrecuperable del antiguo edificio, se procedió a su demolición, salvando únicamente la fachada. El proyecto reorganizó la distribución del edificio, dotándolo de los servicios propios un museo. Así en su planta baja se ubicaron laboratorio, almacén, recepción, servicios y una sala de exposiciones temporales; en las plantas primera y segunda se ubicaron las colecciones del museo; y la tercera planta se dedicó a otros servicios, un aula de didáctica y una sala de investigación.

## Administración
Se trata de un museo de titularidad municipal que fue reconocido como museo de la Comunidad Valenciana por la Resolución de 27 de octubre de 2000 de la Conselleria de Cultura y Educación de la Generalidad Valenciana.

## Colecciones
El museo alberga materiales paleontológicos y arqueológicos que se han encontrado en los distintos yacimientos de la Sierra de Enguera. En la primera planta se encuentra la Pinacoteca Municipal, que recoge las obras de la familia Garnelo, en especial de José Santiago Garnelo Alda, y el fondo el fondo «Becarios de Bellas Artes» que se creó entre 1964 y 1980 con la obra de 66 artistas becados por el municipio. En esta planta también se acogen exposiciones temporales.
En la segunda planta se encuentra la exposición de fondos arqueológicos. Las principales piezas que se exponen corresponden a materiales de la época ibérica. Los yacimientos de Cerro Lucena, El Gatillo y los Campos de Gimeno, así como la prospección del término municipal realizada en el año 2000, son el principal origen de los objetos decorativos y cerámicos de la colección.
Un elementos destacable de la exposición es el conjunto de vasos de loza gótica valenciana encontrados en la Coveta Santa.